# Lazar Arsić
Lazar Arsić (szerbül: Лазар Арсић; Belgrád, 1991. szeptember 24. –) szerb labdarúgó, a libanoni Racing Bejrút középpályása.

## Pályafutása

### Klubcsapatokban
A belgrádi születésű Arsić az FK Obilić-ban kezdte a pályafutását. 2010. augusztus 13-án a Vasashoz szerződött, ahol 28 bajnoki mérkőzésen szerepelt. Másfél év után egy másik magyar klubhoz, a Lombard-Pápa csapatához került. 2012 és 2014 között 57 mérkőzésen 6 gólt szerzett.
2014 nyarán visszatért [Szerbiába, és FK Radnički 1923-hoz igazolt. A ciprusi Apolón és a szerb Radnik Surdulica csapata után a  Radnički Nišben játszott, ahol a klub egyik legjobb játékosa lett.
2018. február 9-én másfél éves szerződést írt alá a Vojvodinával. 2019. február 3-án Arsić másfél éves szerződést írt alá Voždovaccal. 2020. február 9-én csatlakozott a Seoul E-Land FC-hez. 2021. augusztus 20-án visszatért Radnički Nišhez.

## Fordítás
- Ez a szócikk részben vagy egészben  a   Lazar Arsić című angol Wikipédia-szócikk ezen változatának fordításán alapul.  Az eredeti cikk szerkesztőit annak laptörténete sorolja fel. Ez a jelzés csupán a megfogalmazás eredetét és a szerzői jogokat jelzi, nem szolgál a cikkben szereplő információk forrásmegjelöléseként.